# Ołeksandr Myzenko
Ołeksandr Wiktorowycz Myzenko, ukr. Олександр Вікторович Мизенко, ros. Александр Викторович Мызенко, Aleksandr Wiktorowicz Myzienko (ur. 18 stycznia 1972 w Kirowohradzie) – ukraiński piłkarz, grający na pozycji obrońcy, pomocnika, a wcześniej napastnika.

## Kariera piłkarska

### Kariera klubowa
Wychowanek klubu Zirka Kirowohrad (pierwszy trener Ołeksij Kacman), w barwach którego w 1988 rozpoczął karierę piłkarską. W latach 1991–1992 służył w wojskowym klubie SKA Kijów. Po zakończeniu służby od sierpnia 1992 bronił barw Ewisu Mikołajów. Podczas przerwy zimowej sezonu 1993/94 powrócił do kirowohradzkiego klubu, który zmienił nazwę na Zirka-NIBAS Kirowohrad. W barwach Zirki 25 lipca 1995 debiutował w Wyższej Lidze. Latem 1997 został piłkarzem Metałurha Donieck. Na początku 1999 zasilił skład mołdawskiego Sheriffa Tyraspol. Po pół roku opuścił tyraspolski zespół. W 2000 roku grał w amatorskim zespole Artemida Kirowohrad, a w 2002 w Ikar-DŁAU Kirowohrad. Podczas przerwy zimowej sezonu 2002/03 ponownie wrócił do Zirki Kirowohrad. Na początku 2004 wyjechał do Kazachstanu, gdzie podpisał kontrakt z Aktöbe-Lento Aktöbe. Po pół roku kolejny raz wrócił do Zirki Kirowohrad. W 2008 zakończył karierę piłkarską w amatorskim zespole Chołodnyj Jar Kamianka.

## Kariera trenerska
W sierpniu 2005 pełnił obowiązki głównego trenera Zirki Kirowohrad.

## Sukcesy i odznaczenia

### Sukcesy klubowe
- mistrz Pierwszej lihi Ukrainy: 1995